# 天運 (鄺經全至)
天運（1854年）為中國清朝時期广东香山反清領袖鄺經全至的年號，前後共計约1年。
据赵沅英《红兵纪事》，咸丰四年（1854年）时，香山县人邝经全至自称天运王，“改元天运”。

## 西元紀年對照表
| 天運 | 元年   |
| ---- | ------ |
| 公元 | 1854年 |
| 干支 | 甲寅   |

## 同期存在的其他政權年號
- 中國
  - 咸丰（1851年－1861年）：清朝—咸丰帝奕詝之年號
  - 太平天國（1851年－1864年）：太平天国—洪秀全、洪天貴福之年號
  - 江漢（1854年－1864年）：清朝時期—楊龍喜、朱明月之年號
- 日本
  - 嘉永（1848年－1854年）：孝明天皇之年号
  - 安政（1854年－1860年）：孝明天皇之年号
- 越南
  - 嗣德（1848年－1883年）：阮朝—阮翼宗阮福時之年號
- 南洋
  - 蘭芳（1777年—1884年）：蘭芳共和國之年號

## 來源
1. ↑  田明曜《光绪香山县志》卷六〈建置·坛庙〉
2. ↑  陆宝千《论晚清两广的天地会政权〈1854─1864〉》，1985年，第121、126页。